# Liste von Burgen, Schlössern und Festungen im Département Vosges
Die Liste von Burgen, Schlössern und Festungen im Département Vosges listet bestehende und abgegangene Anlagen im Département Vosges auf. Das Département zählt zur Region Grand Est in Frankreich.

Wappen des Départements Vosges (88)
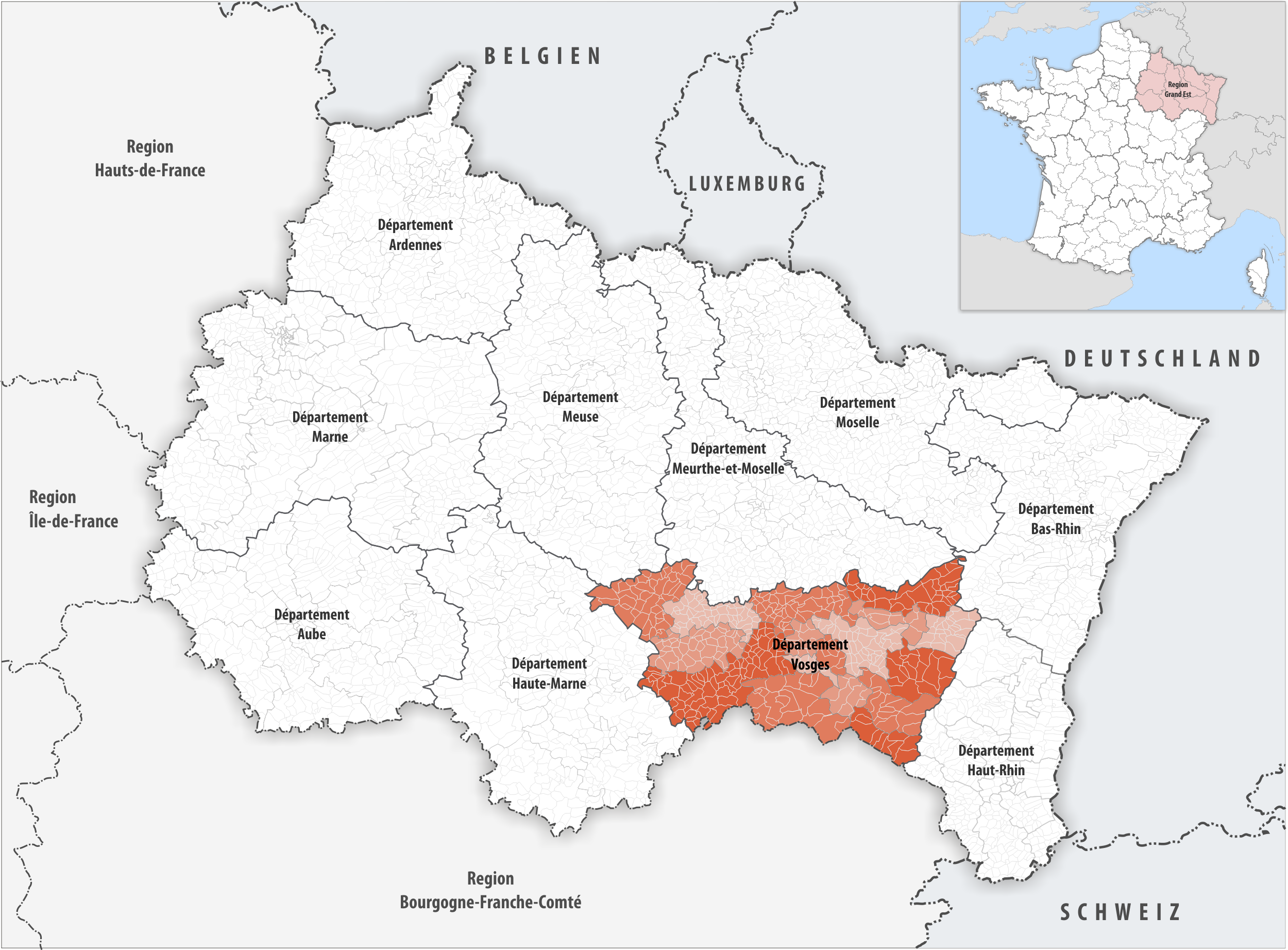
Lage des Départements Vosges in der Region Grand Est
Lage der Region Grand Est in Frankreich

## Liste
Bestand am 6. August 2021: 62
| Name deu / fra                                                        | Gemeinde / Lage                               | Typ (Untertyp)       | Bemerkungen                                   | Bild |
| --------------------------------------------------------------------- | --------------------------------------------- | -------------------- | --------------------------------------------- | ---- |
| Festes Haus Adompt Maison forte d'Adompt                              | Gelvécourt-et-Adompt 48,200294° N, 6,16172° O | Burg (Festes Haus)   |                                               |      |
| Schloss Arbois Château d'Arbois                                       | Jubainville 48,459494° N, 5,747091° O         | Schloss              |                                               |      |
| Schloss Autigny Château d'Autigny                                     | Autigny-la-Tour 48,39861° N, 5,76° O          | Schloss              |                                               |      |
| Schloss Bazelaire de Lesseux Château de Bazelaire de Lesseux          | Lusse 48,29361° N, 7,09889° O                 | Schloss              |                                               |      |
| Schloss Bazoilles Château de Bazoilles                                | Bazoilles-sur-Meuse 48,30694° N, 5,65917° O   | Schloss              |                                               |      |
| Burg Beaufremont Château de Beaufremont                               | Beaufremont 48,25806° N, 5,75583° O           | Burg                 | Ruine                                         |      |
| Schloss Bellevue Château de Bellevue                                  | Le Clerjus                                    | Schloss              |                                               |      |
| Schloss Belval Château de Belval                                      | Le Saulcy                                     | Schloss              |                                               |      |
| Schloss Bourlémont Château de Bourlémont                              | Frebécourt                                    | Schloss              |                                               |      |
| Schloss Bouzey Château de Bouzey                                      | Dombrot-sur-Vair                              | Schloss              |                                               |      |
| Schloss Bouzillon Château de Bouzillon                                | Rambervillers                                 | Schloss              |                                               |      |
| Schloss Les Brasseurs Château des Brasseurs                           | Xertigny                                      | Schloss              |                                               |      |
| Burg Bruyères Château de Bruyères                                     | Bruyères                                      | Burg                 | Abgegangen                                    |      |
| Festes Haus Bulgnéville Maison forte de Bulgnéville                   | Bulgnéville                                   | Burg (Festes Haus)   |                                               |      |
| Schloss Les Capucins Château des Capucins                             | Rambervillers                                 | Schloss              |                                               |      |
| Schloss Le Châtelet Le Châtelet                                       | Bains-les-Bains                               | Burg                 |                                               |      |
| Schloss Le Châtelet Château du Châtelet                               | Harchéchamp                                   | Schloss              |                                               |      |
| Festung Châtel-sur-Moselle Forteresse de Châtel-sur-Moselle           | Châtel-sur-Moselle 48,312664° N, 6,394634° O  | Festung (Forteresse) | Ruine                                         |      |
| Schloss Le Chesnois Château du Chesnois                               | Bains-les-Bains                               | Schloss              |                                               |      |
| Schloss Crèvecœur Château de Crèvecœur                                | Vaudéville                                    | Schloss              |                                               |      |
| Schloss Darney Château de Darney                                      | Darney                                        | Schloss              |                                               |      |
| Schloss Darnieulles Château de Darnieulles                            | Darnieulles                                   | Schloss              |                                               |      |
| Schloss Deuilly Château de Deuilly                                    | Serécourt                                     | Schloss              |                                               |      |
| Schloss Dombrot Château de Dombrot                                    | Dombrot-le-Sec                                | Schloss              |                                               |      |
| Schloss Dommartin-sur-Vraine Château de Dommartin-sur-Vraine          | Dommartin-sur-Vraine                          | Schloss              |                                               |      |
| Burg Épinal Château d'Épinal                                          | Épinal                                        | Burg                 | Ruine                                         |      |
| Schloss Failloux Château de Failloux                                  | Jeuxey                                        | Schloss              |                                               |      |
| Burg Faîte Château de Faîte (Hohenfirst)                              | Wisembach                                     | Burg                 | Abgegangen                                    |      |
| Burg Fontenoy-le-Château Château de Fontenoy-le-Château               | Fontenoy-le-Château                           | Burg                 | Ruine                                         |      |
| Schloss La Forge Château de la Forge                                  | Rambervillers                                 | Schloss              |                                               |      |
| Schloss Gemmelaincourt Château de Gemmelaincourt                      | Gemmelaincourt                                | Schloss              |                                               |      |
| Schloss Girecourt-sur-Durbion Château de Girecourt-sur-Durbion        | Girecourt-sur-Durbion                         | Schloss              |                                               |      |
| Schloss Harcourt Château d'Harcourt                                   | Isches                                        | Schloss              |                                               |      |
| Schloss Landaville Château de Landaville                              | Landaville                                    | Schloss              |                                               |      |
| Schloss Lobstein Château Lobstein                                     | Ville-sur-Illon                               | Schloss              |                                               |      |
| Schloss Lichecourt Château de Lichecourt                              | Relanges                                      | Schloss              |                                               |      |
| Schloss Martinvelle Château de Martinvelle                            | Martinvelle                                   | Schloss              |                                               |      |
| Schloss Maugiron Château Maugiron                                     | Valfroicourt                                  | Schloss              |                                               |      |
| Schloss Monthureux Château de Monthureux                              | Monthureux-sur-Saône                          | Schloss              |                                               |      |
| Schloss Moussey Château de Moussey                                    | Moussey                                       | Schloss              |                                               |      |
| Schloss Pompierre Château de Pompierre                                | Pompierre                                     | Schloss              |                                               |      |
| Schloss Puton Château Puton                                           | Le Clerjus                                    | Schloss              |                                               |      |
| Bischofsschloss Rambervillers Château épiscopal de Rambervillers      | Rambervillers                                 | Schloss              | Im 15. Jahrhundert erbaut, teilweise erhalten |      |
| Türme Rambervillers Tours de Rambervillers                            | Rambervillers                                 | Burg (Turm)          | Fünf erhaltene Stadttürme von ehemals 24      |      |
| Festes Haus Romain-aux-Bois Maison forte de Romain-aux-Bois           | Romain-aux-Bois                               | Burg (Festes Haus)   |                                               |      |
| Schloss Roncourt Château de Roncourt                                  | Hagnéville-et-Roncourt                        | Schloss              |                                               |      |
| Schloss Rorthey Château de Rorthey                                    | Sionne                                        | Burg                 |                                               |      |
| Schloss Saint-Baslemont Château de Saint-Baslemont                    | Saint-Baslemont                               | Burg                 |                                               |      |
| Schloss Sainte-Lucie Château de Sainte-Lucie                          | Rambervillers                                 | Schloss              |                                               |      |
| Schloss Saint-Jean-du-Marché Château de Saint-Jean-du-Marché          | La Neuveville-devant-Lépanges                 | Schloss              |                                               |      |
| Schloss Saint-Ouen Château de Saint-Ouen                              | Saint-Ouen-lès-Parey                          | Schloss              |                                               |      |
| Schlösser der Prinzen von Salm-Salm Châteaux des princes de Salm-Salm | Senones                                       | Schloss              |                                               |      |
| Schloss Sandaucourt Château de Sandaucourt                            | Sandaucourt                                   | Schloss              |                                               |      |
| Schloss Saulxures Château de Saulxures                                | Saulxures-sur-Moselotte                       | Schloss              |                                               |      |
| Schloss Savigny Château de Savigny                                    | Savigny                                       | Schloss              |                                               |      |
| Schloss Semouse Château de Semouse                                    | Xertigny                                      | Schloss              |                                               |      |
| Schloss Le Spitzemberg Château du Spitzemberg                         | La Petite-Fosse                               | Schloss              |                                               |      |
| Schloss Les Thons Château des Thons                                   | Thons                                         | Schloss              |                                               |      |
| Schloss Thuillières Château de Thuillières                            | Thuillières                                   | Schloss              |                                               |      |
| Schloss Tollaincourt Château de Tollaincourt                          | Tollaincourt                                  | Schloss              |                                               |      |
| Schloss La Trinité Château de la Trinité                              | Lamarche                                      | Schloss              |                                               |      |
| Schloss Villé Château de Villé                                        | Nossoncourt                                   | Schloss              |                                               |      |